# Stanley Hayer
Pour les articles homonymes, voir Hayer.
Stanley Hayer, né le 19 juillet 1973, est un skieur acrobatique canadien ayant représenté auparavant la République tchèque.
Spécialisé dans l'épreuve de skicross, il devient le 6 mars 2007 vice-champion du monde de skicross derrière son compatriote Tomas Kraus.

## Palmarès

### Championnats du Monde
- Championnats du monde de 2007 à Madonna di Campiglio (Italie) :
  -  Médaille d'argent en skicross.

### Coupe du monde
- Meilleur classement au général : 5e en 2005.
- Meilleur classement en skicross : 3e en 2005.

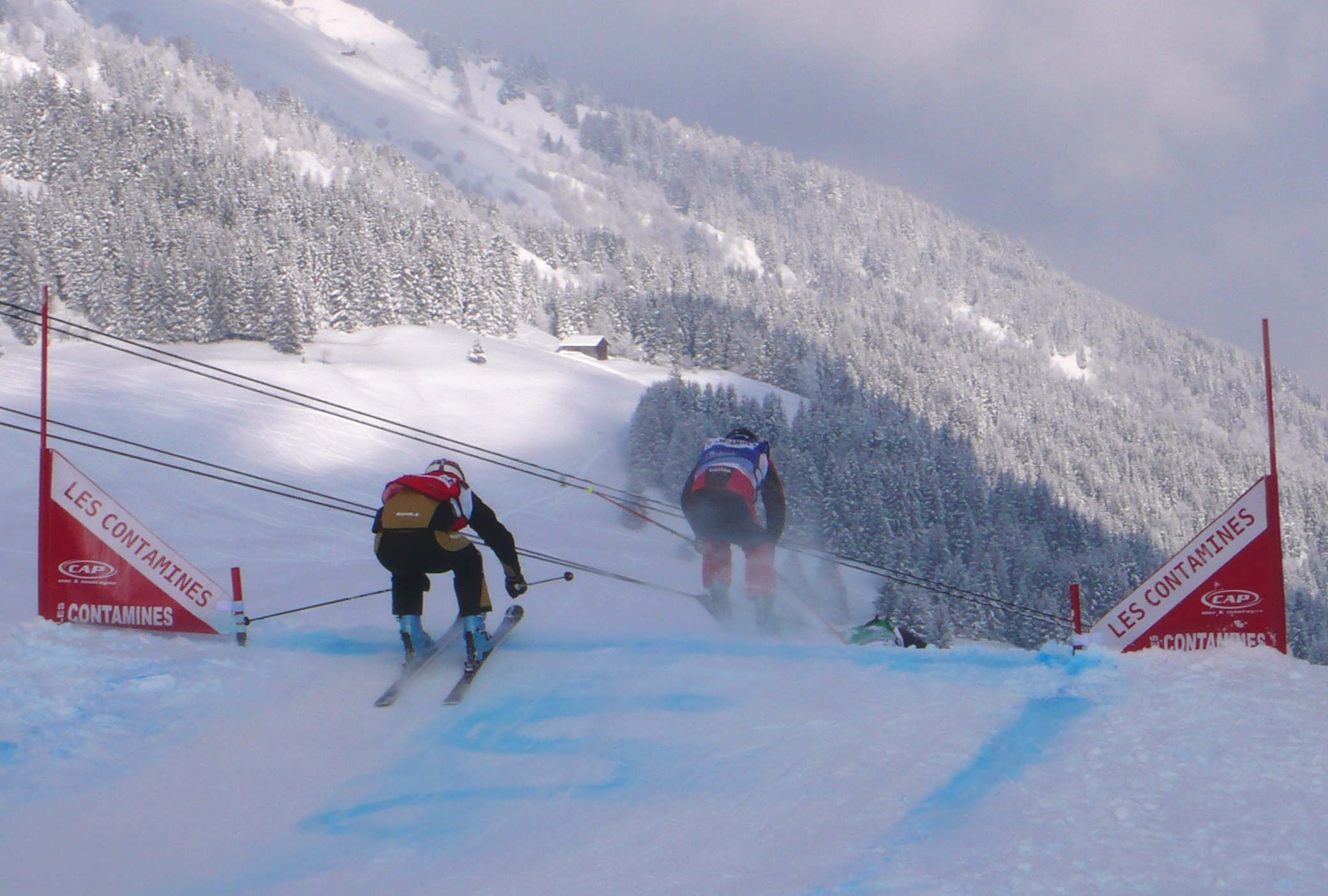
Stanley Hayer (en bleu) lors de la finale des Contamines, il finira 2e derrière Kuhn (en rouge).

- 0 victoire en course.